# 阿努维尔
阿努维尔（法語：Arnouville，法語發音：[aʁnuvil]）是法国法兰西岛大区瓦兹河谷省的一个市镇，位于该省东部，属于萨塞勒区。

## 地理
阿努维尔（48°59'14"N, 2°25'0"E）面积2.84 平方千米，位于法国法蘭西島大區瓦兹河谷省，该省份为法国北部内陆省份，北起瓦兹省，西接厄尔省，南至塞纳-圣但尼省、上塞纳省和伊夫林省，东临塞纳-马恩省。
与阿努维尔接壤的市镇（或旧市镇、城区）包括：维利耶勒贝勒、加尔日莱戈内斯、法兰西地区博讷伊、戈内斯、萨塞勒。

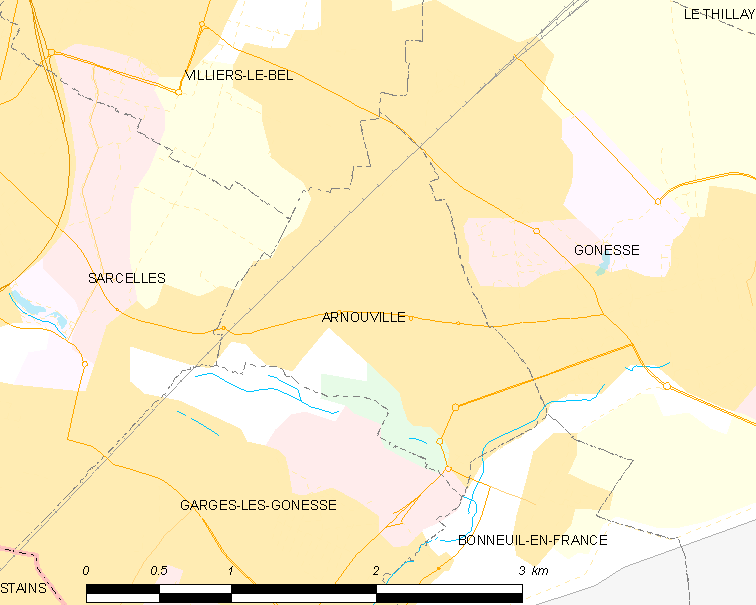
阿努维尔的OSM定位图

阿努维尔的时区为UTC+01:00、UTC+02:00（夏令时）。

## 行政
阿努维尔的邮政编码为95400，INSEE市镇编码为95019。

## 政治
阿努维尔所属的省级选区为加尔日莱戈内斯县。

## 人口

1962-2008年间阿努维尔人口变化图示

阿努维尔于2022年1月1日时的人口数量为14898人。